# Bryce
Bryce – program do tworzenia grafiki 3D.
Program początkowo rozwijany przez MetaCreations, później producentem był Corel. Obecnie właścicielem jest firma DAZ. Aktualna wersja programu to 7. 
Grafikę w Bryce tworzy się rozstawiając proste figury geometryczne lub importowane modele. Teren (podłoże) tworzy się malując za pomocą wbudowanego edytora i generatora map wysokości. Program ma prosty w obsłudze i przejrzysty edytor materiału (zarówno proceduralnego, jak i wolumetrycznego) oraz standardowe zestawy materiałów. Oprócz materiałów do wyboru jest również obszerny zestaw „atmosfer” (również jest przejrzysty edytor) z tłem. Wśród obiektów, jakie można stworzyć, są metakule. Do tworzenia nieco bardziej skomplikowanych figur można wykorzystać operacje logiczne CSG.

Program jest przeznaczony dla początkujących grafików, gdyż jest prosty w obsłudze i ma mało zaawansowanych funkcji.